# Veronica Lake
Pour les articles homonymes, voir Lake.

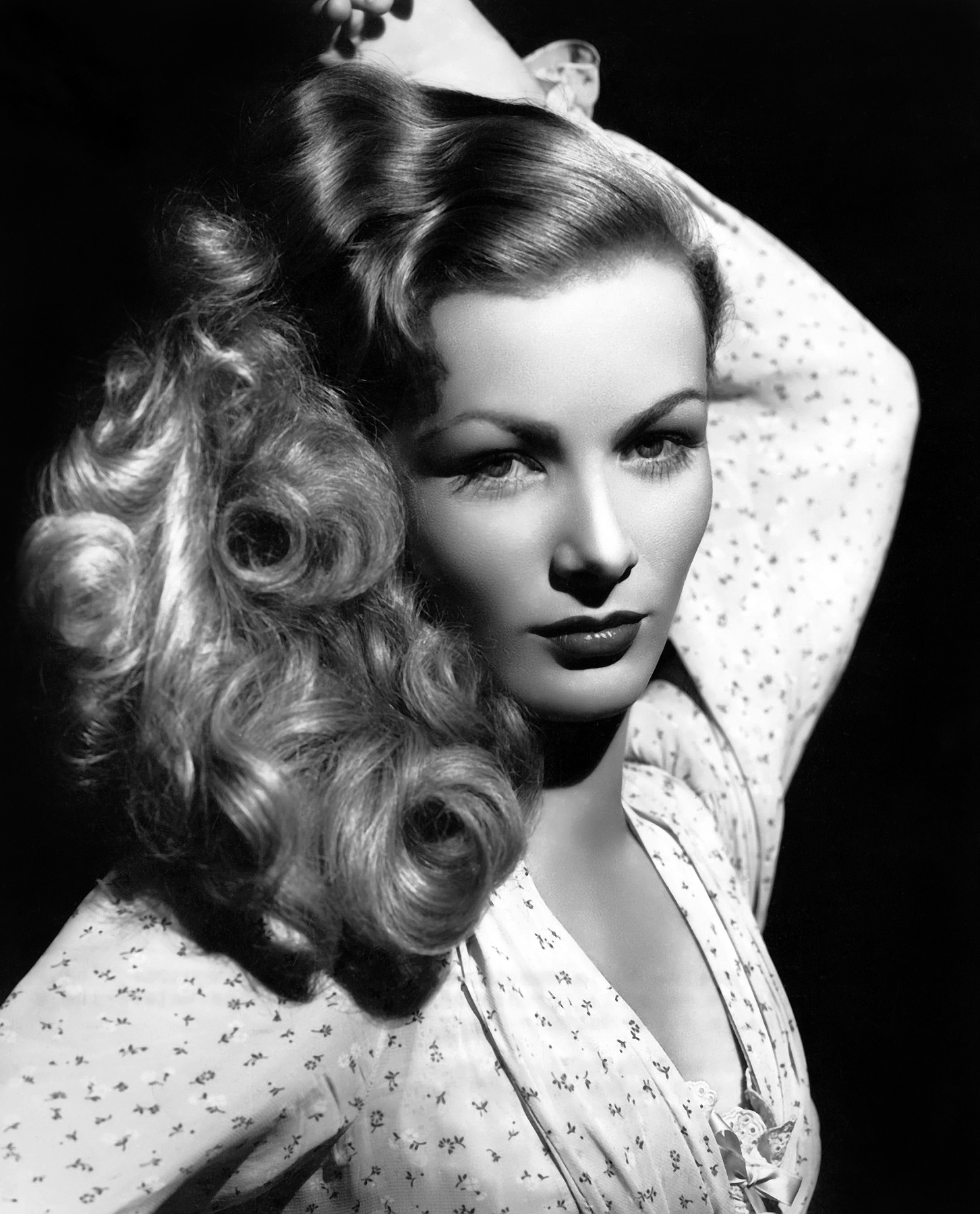
Veronica Lake vers 1952.

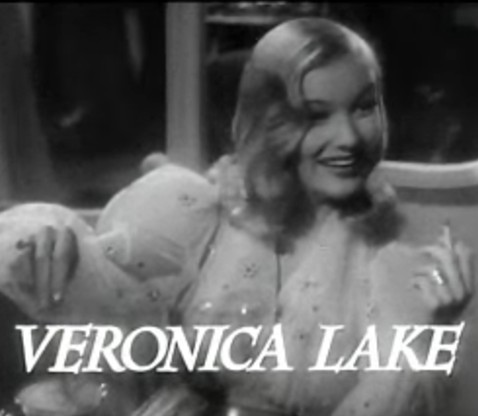
Les Voyages de Sullivan (1941).

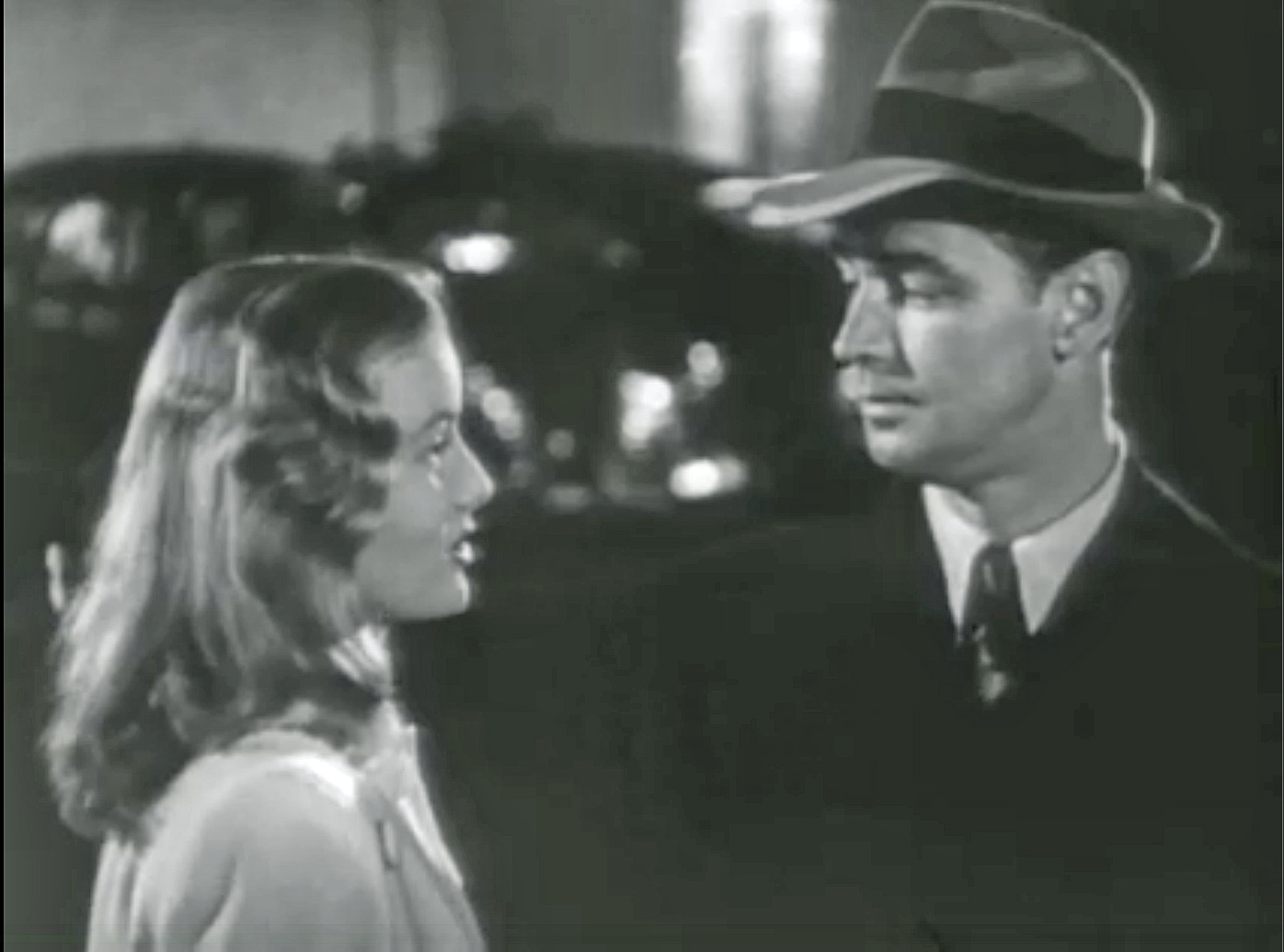
Veronica Lake et Alan Ladd dans Le Dahlia bleu (1946).

Veronica Lake, née Constance Frances Marie Ockelman le 14 novembre 1922 à New York et morte le 7 juillet 1973 à Burlington (Vermont), est une actrice américaine.
Sa carrière a connu un pic surtout dans les années 1940. Elle a tourné la quasi-totalité de ses films sur une période de moins de dix ans entre 1939 et 1949 mais devint tout de suite très célèbre.  
Son style, en particulier sa coiffure très caractéristique, lui dissimulant un œil, a fait d'elle un mythe du cinéma. Cette particularité a servi de modèle au personnage de Jessica Rabbit.

## Biographie
Le père de Constance (Veronica), Harry E. Ockelman, meurt lorsqu'elle a douze ans. Sa mère, Veronica, se remarie un an plus tard.
En 1938, sa famille déménage à Beverly Hills (Californie), où elle suit des cours d'art dramatique.
Elle entame sa carrière d'actrice en tant que figurante dans Sorority House (1939). On peut la voir ensuite incarner plusieurs petits rôles.
Lors du tournage de Sorority House, le réalisateur John Farrow remarque sa coupe particulière : cette longue mèche de cheveux blonds qui lui cache l'œil droit et lui donne un air mystérieux. Il la présente alors au producteur de la Paramount, Arthur Hornblow Jr., auquel elle devra son nom de scène : prénom Veronica et nom de famille Lake – « lac » en anglais –, évoquant le bleu de ses yeux. En 1941, elle obtient un contrat à la Paramount.
Veronica Lake accède à la célébrité avec le film L'Escadrille des jeunes (1941). Belle et intelligente, elle enchaîne alors une série de succès et incarne pour quelques années l'archétype de la femme fatale. On la retrouve à l'écran le plus souvent dans des films noirs tels que La Clé de verre, Tueur à gages ou Le Dahlia bleu, où elle partage l'affiche avec Alan Ladd. Elle aura pour partenaire ce dernier qui, comme elle, est de petite stature et a un jeu froid et distancié, dans quatre films.
À partir de 1942, durant la Seconde Guerre mondiale, sa coiffure devient très appréciée des femmes américaines, au point que le gouvernement américain lui aurait demandé de changer de coupe – ce qu'elle fera – pour inciter les femmes travaillant dans les usines d'armement à adopter une coiffure plus pratique et plus sûre.
C'est à partir de cette période qu'elle acquiert la réputation d'être difficile et capricieuse. Elle commence à boire aussi.
En 1948, la Paramount ne renouvelle pas son contrat. Elle ne tourne plus alors que très épisodiquement, entre dans de grandes difficultés financières et est arrêtée plusieurs fois pour ivresse et tapage.
En 1961, un reporter la reconnaît dans un bar de New York où elle travaille comme serveuse. Il publie son histoire, ce qui vaut à Veronica Lake un regain de popularité, donnant lieu à quelques apparitions à la télévision. Elle publie une autobiographie,  Veronica: The Autobiography of Veronica Lake, en 1970, et tourne dans deux films mineurs.
Sa santé physique et mentale continue à décliner. Elle meurt à cinquante ans d'une hépatite dans un hôpital de Burlington, Vermont, quelques jours après y avoir été hospitalisée. Son fils organise ses obsèques à l'Universal Chapel à New York City le 11 juillet  mais aucun autre parent n'assiste à la cérémonie[réf. nécessaire].

## Filmographie

### Cinéma

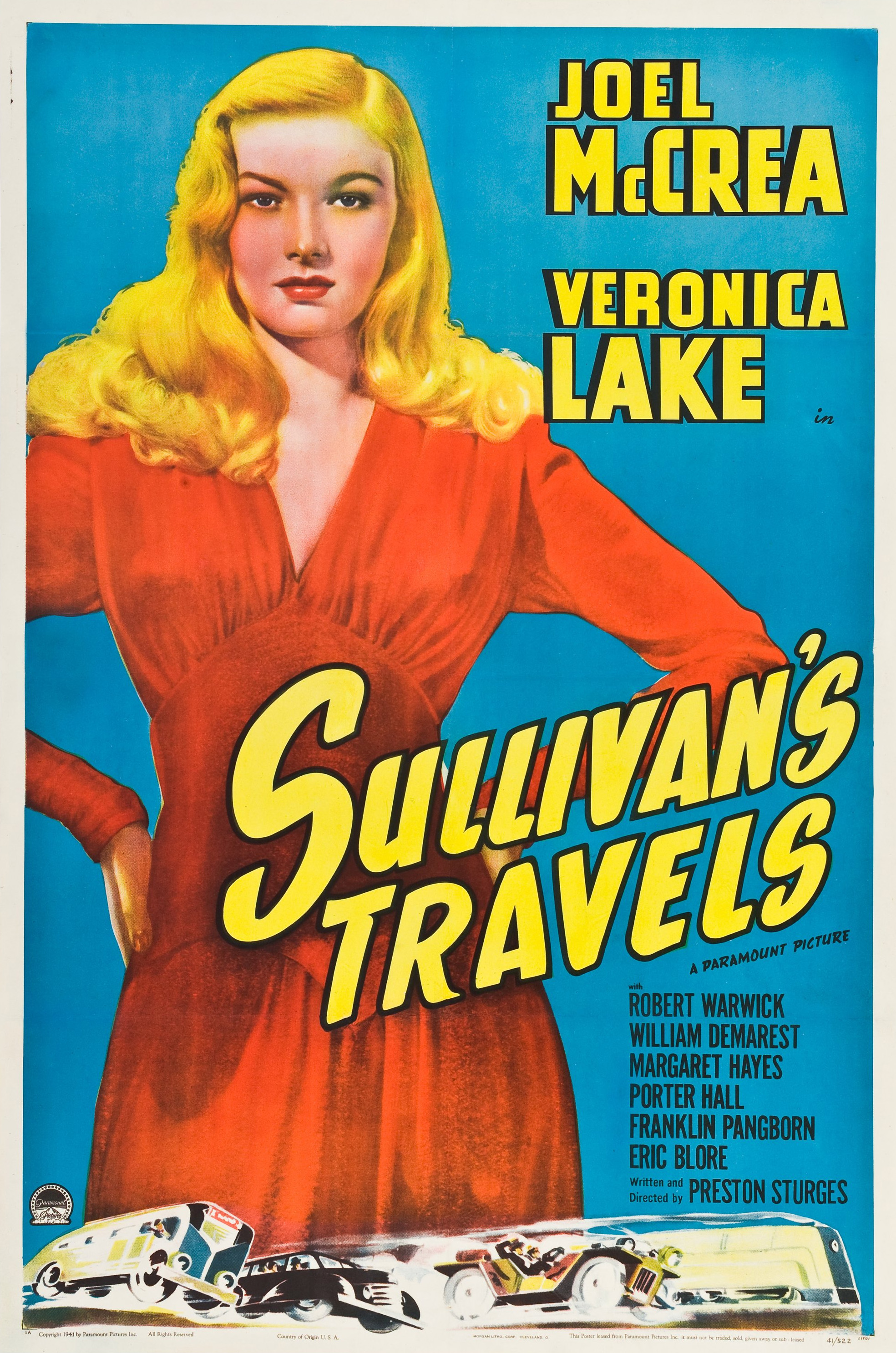
Affiche du film Les Voyages de Sullivan (1941).

- 1939 : Sorority House de John Farrow : une figurante
- 1939 : The Wrong Room de Lou Brock (court-métrage) : la mariée de l'avocat
- 1939 : Dancing Co-Ed de S. Sylvan Simon : une figurante
- 1939 : Deuxième à gauche (All Women Have Secrets) de Kurt Neumann : une figurante
- 1940 : Young as You Feel de Malcolm St. Clair
- 1940 : Forty Little Mothers de Busby Berkeley
- 1941 : L'Escadrille des jeunes (I Wanted Wings) de Mitchell Leisen : Sally Vaughn
- 1941 : Par la porte d'or (Hold Back the Dawn) de Mitchell Leisen : une actrice
- 1941 : Les Voyages de Sullivan (Sullivan's Travels) de Preston Sturges : Mary Wilson
- 1942 : Tueur à gages (This Gun for Hire) de Frank Tuttle : Ellen Graham
- 1942 : La Clé de verre (The Glass Key) de Stuart Heisler : Janet Henry
- 1942 : Ma femme est une sorcière (I Married a Witch) de René Clair : Jennifer
- 1942 : Au pays du rythme (Star Spangled Rhythm) de George Marshall : elle-même
- 1943 : Les Anges de miséricorde (So Proudly We Hail!) de Mark Sandrich : Olivia d'Arcy
- 1944 : Une heure avant l'aube de Frank Tuttle : Dora Bruckmann
- 1945 : L'Or et les Femmes (Bring on the Girls) de Sidney Lanfield : Teddy Collins
- 1945 : Un cœur aux enchères (Out of This World) de Hal Walker : Dorothy Dodge
- 1945 : Duffy's Tavern de Hal Walker : Veronica Lake
- 1945 : Épousez-moi, chérie ! (Hold That Blonde) de George Marshall : Sally Martin
- 1946 : Le Bel Espoir (Miss Susie Slagle's) de John Berry : Nan Rogers
- 1946 : Le Dahlia bleu (The Blue Dahlia) de George Marshall : Joyce Harwodd
- 1947 : Femme de feu (Ramrod) d'André de Toth : Connie Dickason
- 1947 : Hollywood en folie (Variety Girl) (1947) de George Marshall : elle-même
- 1948 : Trafic à Saïgon (Saigon) de Leslie Fenton : Susan Cleaver
- 1948 : Deux Sacrées Canailles (The Sainted Sisters) de William D. Russell : Letty Stanton
- 1948 : Les Filles du major (Isn't It Romantic?) de Norman Z. McLeod : Candy Cameron
- 1949 : La Furie des tropiques (Slattery's Hurricane) d'André de Toth : Dolores Greaves
- 1951 : Stronghold de Steve Sekely : Mary Stevens
- 1966 : Des pas sur la neige (Footsteps in the Snow) de Martin Green
- 1970 : Flesh Feast de Brad F. Grinter (en) : Dr Elaine Frederick

### Télévision
- 1950-1951 et 1953 : Lux Video Theatre (en) (série télévisée) : Stormy Denton / Lou / Beverly
- 1951 : Somerset Maugham TV Theatre (série télévisée) : Valérie
- 1952 : Celanese Theatre (série télévisée) : Abby Fane
- 1952 : Tales of Tomorrow (série télévisée) : Paula
- 1952 : Goodyear Television Playhouse Theatre (série télévisée) : Judy 'Leni' Howard
- 1954 : Broadway Television Theatre (série télévisée) : Nancy Willard

## Dans la culture
Plusieurs films contemporains de Veronica Lake ont fait allusion à l'actrice au cours de leur action. Par exemple Uniformes et Jupons courts de Billy Wilder, où le bal final voit débarquer un contingent de jeunes filles du pensionnat, arborant toutes la coupe caractéristique de Veronica Lake ; ou encore dans L'Ombre d'un doute d'Alfred Hitchcock, où la petite Ann termine ses prières en demandant à Dieu de bénir sa famille, Veronica Lake et le Président des États-Unis[réf. nécessaire].
Dans le film L.A. Confidential, adapté du roman de James Ellroy, Kim Basinger joue le rôle d'un sosie de Veronica Lake avec sa coiffure caractéristique. Le roman fait partie d'une série de quatre dont le premier tome, Le Dahlia noir, est inspiré de l'affaire du Dahlia noir et rappelle aussi le titre du film Le Dahlia bleu dans lequel Veronica Lake tient l'un des rôles principaux.
Veronica Lake trouve un regain de popularité par procuration à la fin du XXe siècle, lorsqu'elle sert de modèle au personnage de dessin animé Jessica Rabbit, devenu un archétype de la pop culture.